# Upupa marginata
L'upupa del Madagascar (Upupa marginata Cabanis & Heine, 1860) è un uccello della famiglia Upupidae, endemico del Madagascar.

## Descrizione
La specie è abbastanza simile all'upupa eurasiatica (Upupa epops) da cui si distingue per le dimensioni leggermente maggiori e per leggere differenze nei colori del piumaggio.

## Biologia

### Voce
Il canto di questa specie si differenzia nettamente dalla congenere europea, costituendo il principale elemento distintivo tra le due entità.

## Distribuzione e habitat
La specie è abbastanza comune tanto nelle foreste umide del versante orientale del Madagascar quanto nelle foreste decidue di quello occidentale.

## Tassonomia
La famiglia Upupidae, in passato ascritta all'ordine Coraciiformes, è stata recentemente assegnata dall'IOC all'ordine Bucerotiformes.

L'upupa del Madagascar era in precedenza inquadrata come sottospecie di Upupa epops (U. epops marginata) ma attualmente è riconosciuta come specie a sé stante.

## Conservazione
U. marginata ha un areale relativamente ampio e una popolazione numerosa, pertanto la IUCN Red List la classifica come specie a basso rischio (Least Concern)